# Wenn in einer Winternacht zwei Reisende
Wenn in einer Winternacht zwei Reisende ist ein Kurzfilm von Sara Summa, der im Januar 2022 beim Filmfestival Max Ophüls Preis seine Premiere feierte. 

## Handlung
Als der Italiener Francesco und seine sechsjährige Tochter Elisa mit ihrem klapprigen Auto nachts durch Berlin fahren, machen sie eine Begegnung der besonderen Art. Sie werden von einem strengen Polizisten angehalten.

## Produktion
Der Film ist eine Produktion der Deutschen Film- und Fernsehakademie Berlin GmbH in Ko-Produktion mit dem Rundfunk Berlin-Brandenburg. Regie führte Sara Summa, die seit 2013 an der Deutschen Film- und Fernsehakademie Berlin studierte. Gemeinsam mit Jacob Hauptmann schrieb sie auch das Drehbuch.
Die Dreharbeiten fanden in Berlin statt.
Der Film wurde am 12. Dezember 2021 im Programm des rbb erstmals im Fernsehen gezeigt. Ab Mitte Januar 2022 erfolgten Vorstellungen beim Filmfestival Max Ophüls Preis, wo die offizielle Premiere stattfand.

## Auszeichnungen
Filmfestival Max Ophüls Preis 2022
- Nominierung im Wettbewerb Kurzfilm[2]